# Stuart Murdoch (allenatore di calcio)
Stuart Murdoch (Blackpool, 17 agosto 1950) è un allenatore di calcio inglese.

## Carriera
Dal 1993 al 1996 allena nelle giovanili del Watford, per poi diventare preparatore dei portieri del Wimbledon FC, club della prima divisione inglese.
Al termine della stagione 2001-2002, quando l'allenatore Terry Burton lascia la squadra (nel frattempo retrocessa in seconda divisione), Murdoch viene promosso ad allenatore, incarico che ricopre per le intere stagioni 2002-2003 e 2003-2004, terminate rispettivamente con un decimo ed un ventiquattresimo (ed ultimo) posto in classifica nella seconda divisione inglese: si tratta inoltre delle ultime due stagioni nella storia del club, che, già da anni senza un proprio stadio e in piene difficoltà economiche (con giocatori ceduti per fare cassa al solo scopo di riuscire a terminare la stagione), nel corso della stagione 2002-2003 si era trasferito a giocare nella città di Milton Keynes, perdendo di fatto il sostegno dei proprio stessi tifosi. Murdoch viene riconfermato anche dopo il definitivo trasferimento e cambio di nome del club che, dall'estate del 2004, diventa ufficialmente MK Dons. Dopo 17 partite del campionato 2004-2005, nel quale la squadra aveva collezionato 14 punti e si trovava in zona retrocessione, viene però esonerato dall'incarico.
Dal 2005 al 2008 lavora come preparatore dei portieri al Bournemouth, club di terza divisione, dove tra il settembre e l'ottobre del 2006 ha anche una breve parentesi come allenatore ad interim della squadra; nella stagione seguente lavora come scout per il Millwall, mentre nella stagione 2009-2010 lavora come preparatore dei portieri al Southampton, in terza divisione; nella stagione 2010-2011 ricopre un incarico analogo al Gillingham, in quarta divisione.